# Hervé Arcade
Hervé Arcade (* 10. April 1978) ist ein französischer Straßenradrennfahrer von Martinique.
Hervé Arcade gewann 2002 zum ersten Mal zwei Etappen bei der Tour de la Martinique. Im nächsten Jahr war er dort wieder auf einem Teilstück erfolgreich und 2004 gewann er eine Etappe und konnte so auch die Gesamtwertung für sich entscheiden. In der Saison 2005 gewann er jeweils eine Etappe bei der Tour de la Martinique und bei der Tour de la Guadeloupe. Bei der Karibikmeisterschaft auf Aruba gewann er die Goldmedaille im Straßenrennen. 2006 konnte Arcade wieder zwei Etappen bei der Tour de la Martinique für sich entscheiden, sowie ein Teilstück bei der Tour de la Guyane Française. Bei der Karibikmeisterschaft gewann er die Bronzemedaille im Straßenrennen.

## Erfolge
2002
- zwei Etappen Tour de la Martinique

2003
- eine Etappe Tour de la Martinique

2004
- eine Etappe und Gesamtwertung Tour de la Martinique

2005
- eine Etappe Tour de la Martinique
- eine Etappe Tour de la Guadeloupe
- Karibikmeister – Straßenrennen

2006
- zwei Etappen Tour de la Martinique

## Teams
- 2014 Madinina Bikers